# The Great Nations of Europe
The Great Nations of Europe is een liedje van de Amerikaanse rockzanger Randy Newman. Het werd in 1999 gelanceerd in zijn album Bad Love. Wat betreft "Great Nations of Europe", neemt Randy Newman een cynische houding aan, waarbij hij de grote naties van Europa begroet en vertelt hoe zij verschillende landen in de wereld hebben veroverd van de 16e eeuw tot het heden.
In het lied komen de ontdekking van de Canarische Eilanden, de verovering van de Guanches en de ontdekking door de Columbus voor. Alsook de invoering van de pokken, de tbc en de tyfus in Amerika.
Wanneer Newman in oktober 2003 dit nummer uitvoerde tijdens een live radiosessie met het Californische station KCRW, beschreef hij het als een lied waarin hij probeerde de geschiedenis van de wereld van de afgelopen vierhonderd jaar samen te vatten.
Het nummer eindigt met de conclusie van de zanger dat er in de nabije toekomst een soort virus kan opduiken zoals de Europese naties en de mensheid kan vernietigen.